# Sotirios Kyrgiakos
Sotirios Kyrgiakos (en griego Σωτήριος Κυργιάκος), más conocido como La Ráfaga Azul (Trikala, Grecia, 3 de julio de 1979), es un exfutbolista griego que jugaba como defensa.

## Clubes
| Club                       | País       | Año       |
| -------------------------- | ---------- | --------- |
| Panathinaikos FC           | Grecia     | 1998-2005 |
| Agios Nikolaos FC (cedido) | Grecia     | 1999-2001 |
| Rangers FC                 | Escocia    | 2005-2006 |
| Eintracht Frankfurt        | Alemania   | 2006-2008 |
| AEK Atenas FC              | Grecia     | 2008-2009 |
| Liverpool FC               | Inglaterra | 2009-2011 |
| VfL Wolfsburg              | Alemania   | 2011-2013 |
| Sunderland AFC (cedido)    | Inglaterra | 2012      |
| Sydney Olympic             | Australia  | 2014      |